# 新光金國際創業投資
新光金國際創業投資股份有限公司（英語：Shin Kong Venture Capital），簡稱新光金創投、SKVC，成立於2011年4月，為台新新光金融控股公司旗下的創業投資公司。
新光金創投主要以大中華地區為主要投資區域，配合新光金控發展中國金融市場策略，於2011年透過美属萨摩亚子公司以100%轉投資成立新光租賃（蘇州）有限公司。

## 發展歷史
- 2011年4月20日：新光金控成立新光金創投。
- 2011年9月15日：新光金創投成立新光租賃（蘇州）有限公司。

## 外部連結
- 新光關係機構 新光金國際創業投資股份有限公司簡介 （页面存档备份，存于）